# Boeing C-32
Il Boeing C-32 è la versione militare da trasporto passeggeri del Boeing 757-200, secondo la nomenclatura della United States Air Force. Il C-32 trasporta personalità ai vertici degli Stati Uniti d'America in ogni posto del mondo. I principali utilizzatori sono il Vicepresidente degli Stati Uniti d'America (nel qual caso si usa il nominativo radio "Air Force Two"), la First lady, il Segretario di Stato. In rare occasioni sono stati autorizzati a volare sul C-32 altri membri del Gabinetto degli Stati Uniti d'America e leader del Congresso. Il C-32, dal suo esordio, ha funto inoltre da Air Force One al posto del più grande VC-25A quando diretto verso aeroporti non in grado di accogliere un jet derivato dal Boeing 747 'jumbo'.

## Progetto e sviluppo
Il C-32 è un Boeing 757 — un aereo di linea bimotore a fusoliera stretta — modificato ad uso del governo, principalmente adottando un allestimento interno per 45 passeggeri e avionica militare.
Nell'agosto 1996 fu aggiudicato un appalto per fornire quattro aerei integrati dal più piccolo C-37A per sostituire l'anziana flotta di velivoli VC-137. Il primo apparecchio fu consegnato allo 89th Airlift Wing presso l'Andrews Air Force Base (Maryland) a fine giugno 1998.
Nel 2010 furono acquistati per le necessità del governo altri due Boeing-757 di seconda mano, ma non è chiaro da quale organismo siano gestiti; sono stati spesso associati al Foreign Emergency Support Team del Dipartimento di Stato.
L'amministrazione Trump ha previsto 6 milioni di dollari nella sua proposta di budget federale 2018 per studiare le sostituzioni dei C-32A.

## Storia operativa

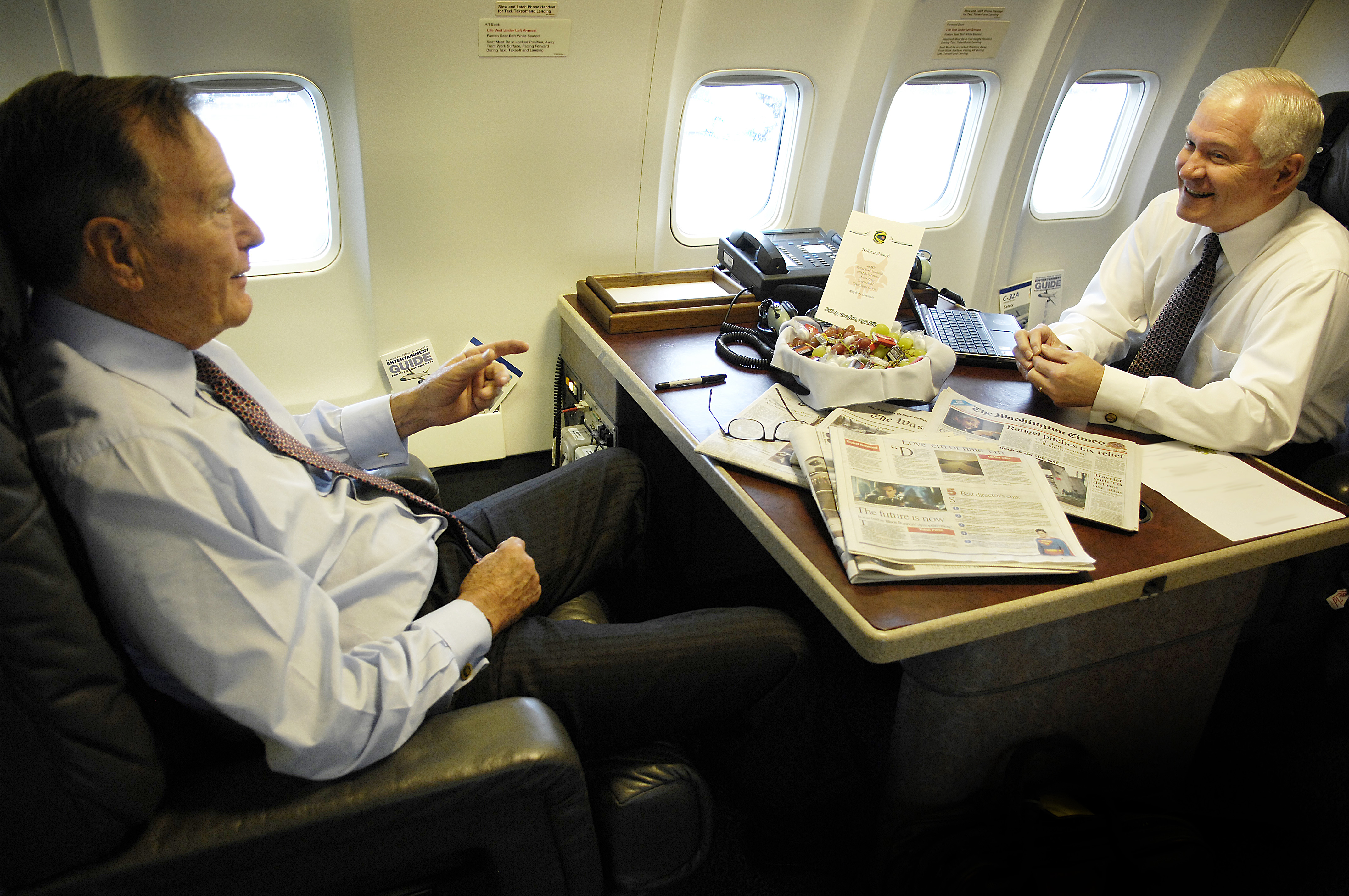
L'allora Segretario alla Difesa Robert Gates e l'allora ex presidente degli Stati Uniti George H. W. Bush a bordo di un C-32 nel 2007.

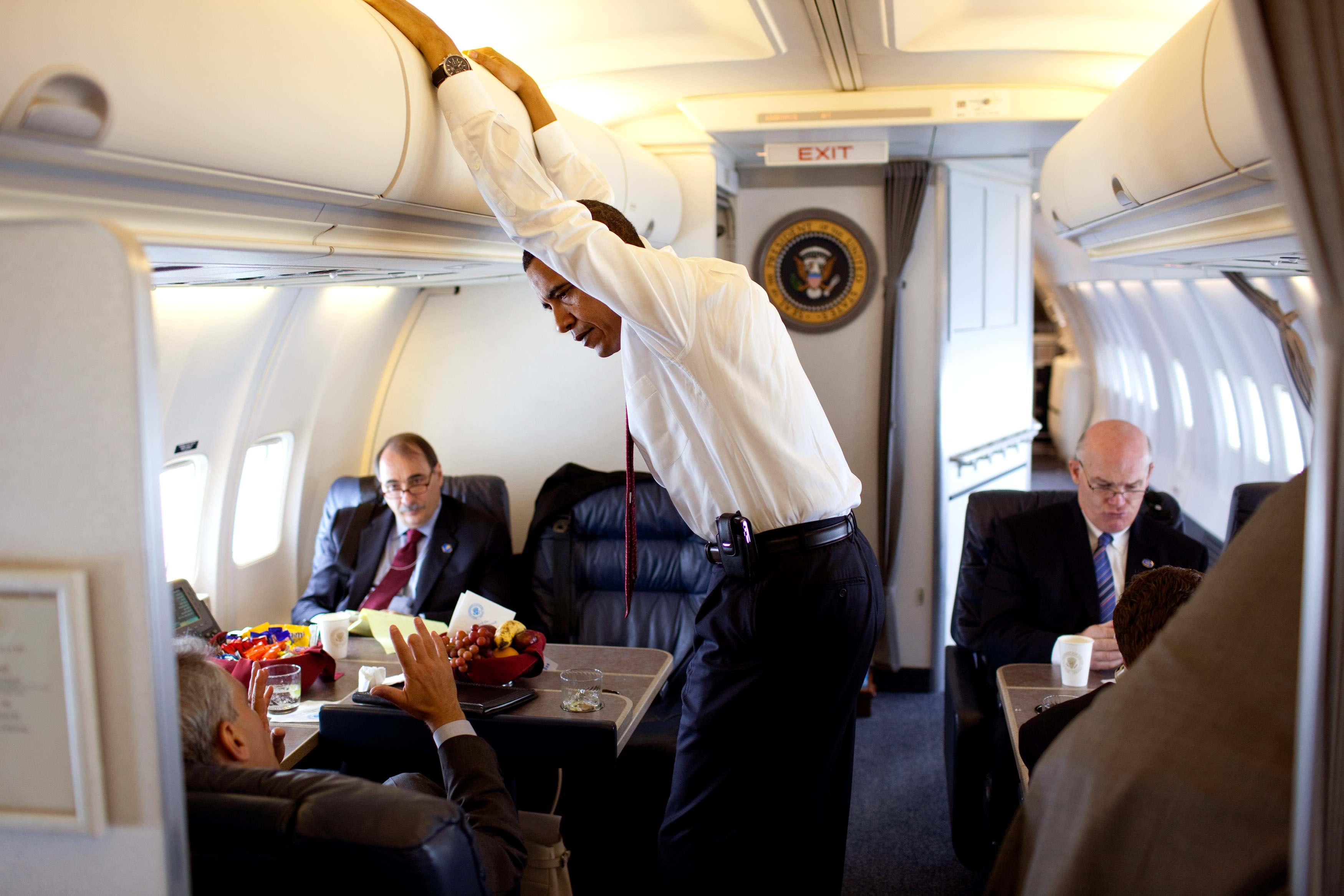
Il presidente Obama e collaboratori su un C-32A, usato come Air Force One nel 2009; visibili la seconda e la terza sezione.

I quattro C-32A sono utilizzati dal 1st Airlift Squadron dell'89th Airlift Wing. Sono a disposizione del vicepresidente (nel qual caso usano l'identificativo radio Air Force Two), della First lady e di membri del gabinetto e del congresso.

## Utilizzatori
Stati Uniti
- United States Air Force

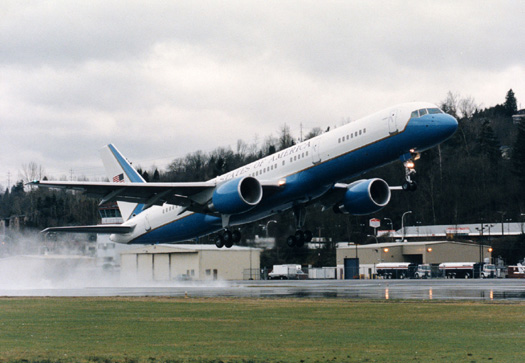
Un C-32 al decollo

  - 1st Airlift Squadron - Andrews Air Force Base, Maryland